# آگوستاوستلند ای‌دبلیو۱۰۹
آگوستاوستلند ای‌دبلیو۱۰۹ ، در اصل آگوستا ای۱۰۹ یک هلیکوپتر چند منظوره سبک وزن، دو موتوره و هشت نفره است که توسط سازنده ایتالیایی لئوناردو اس.پی.ای. ( آگوستاوستلند سابق، از سال ۲۰۱۶ در فین مکانیکای جدید ادغام شد) ساخته شده است.  این اولین هلیکوپتر تمام ایتالیایی بود که به تولید انبوه رسید.

## خصوصیات عملکردی
داده‌ها از Leonardo "AW109 Power".
ویژگی‌های عمومی
- خدمه: 1 or 2
- ظرفیت: 6 or 7 passengers
- طول: ۱۱٫۴۴۸ متر (۳۷ فوت ۷ اینچ) fuselage
- ارتفاع: ۳٫۵۰ متر (۱۱ فوت ۶ اینچ)
- وزن خالی: ۱٬۵۹۰ کیلوگرم (۳٬۵۰۵ پوند)
- بیشترین وزن برخاست: ۲٬۸۵۰ کیلوگرم (۶٬۲۸۳ پوند)
- پیشرانه: ۲ عدد موتور توربوشفت پرت اند ویتنی کانادا پی‌دبلیو۲۰۰، ۴۱۸ کیلووات (۵۶۰ اسب بخار) در هر موتور
- قطر روتور اصلی:  ۱۱٫۰۰ متر (۳۶ فوت ۱ اینچ)

عملکرد
- حداکثر سرعت: ۳۱۱ کیلومتر بر ساعت (۱۹۳ مایل بر ساعت، ۱۶۸ گره)
- سرعت کروز: ۲۸۵ کیلومتر بر ساعت (۱۷۷ مایل بر ساعت، ۱۵۴ گره)
- بیشینه سرعت مجاز: ۳۱۱ کیلومتر بر ساعت (۱۹۳ مایل بر ساعت، ۱۶۸ گره)
- بُرد معبر: ۹۳۲ کیلومتر (۵۷۹ مایل، ۵۰۳ مایل دریایی)
- نرخ صعود: ۹٫۸ متر بر ثانیه (۱٬۹۳۰ فوت بر دقیقه)

## همچنین ببینید
توسعه مشابه
- آگوستا ای۱۲۹ مانگوستا
- آگوستاوستلند ۱۱۹ کوالا|هواگرده۹ای مشابه=* بل ۲۲۲
- بل ۴۲۷
- بل ۴۲۹ گلوبال‌رنجر
- بل ۴۳۰
- یوروکوپتر ای‌اس۳۶۵ دوفین
- یوروکوپتر ئی‌سی۱۳۵
- ام‌دی اکسپلورر
- سیکورسکی اس-۷۶
- اچ‌ای‌ال دروی
- اچ‌ای‌ال ال‌اواچ

- AgustaWestland AW109S Grand
- آگوستا ای۱۲۹ مانگوستا
- آگوستاوستلند ۱۱۹ کوالا

هواگردهای با عملکرد، پیکربندی و دوره زمانی مشابه
- بل ۲۲۲
- بل ۴۲۷
- بل ۴۲۹ گلوبال‌رنجر
- بل ۴۳۰
- یوروکوپتر ای‌اس۳۶۵ دوفین
- یوروکوپتر ئی‌سی۱۳۵
- ام‌دی اکسپلورر
- سیکورسکی اس-۷۶
- اچ‌ای‌ال دروی
- اچ‌ای‌ال ال‌اواچ

### کتابشناسی - فهرست کتب
- "The A-109A – Agusta's Pace-Setter". Air International, October 1978, Vol. 15 No. 4. pp. 159–166, 198.
- Cliff, Roger. Chad J. R. Ohlandt and David Yang. Ready for Takeoff: China's Advancing Aerospace Industry. "Rand Corporation", 2011. شابک ‎۰−۸۳۳۰−۵۲۰۸-X.
- Barrie, Douglas. "Air Forces of the World". Flight International, 10–16 September 1997, Vol. 152 No. 4591. pp. 35–71.
- Hoyle, Craig. "World Air Forces Directory". Flight International, 13–19 December 2011, Vol. 180 No. 5321. pp. 26–52.
- McClellan, J. Mac. "Agusta A109 Mk II Plus". Flying, February 1989. Vol. 116. No. 2. ISSN 0015-4806. pp. 34–38.
- Moll, Nigel. "Agusta A109A: City Slicker". Flying, April 1992. Vol. 119. No. 4. ISSN 0015-4806. pp. 62–70.